# ژئوتریکوم
ژئوتریکوم یا کپک ماتیکی (نام علمی: Geotrichum) نام یک سرده از زیرشاخه قارچ‌های قندی است.ژئونریکوم از قارچ های اندوژن میباشد، یعنی در درون بدن انسان قرار گرفته و سبب بیماری میشود.
گونه ژئوتریکوم کاندیدوم برای انسان بیماری‌زا است و سبب ژئوتریکوز می‌شود.